# アネフィフの戦い
アネフィフの戦い（アネフィフのたたかい、フランス語：Combat d'Anéfif）は、マリ北部紛争中、キダル圏アネフィフにてアザワド解放民族運動（MNLA）と西アフリカのタウヒードと聖戦運動（MUJAO）の間で発生した戦闘。

## 経過
2013年4月24日水曜日にMNLAはアネフィフ（fr:Anéfif）にて攻撃を受けたことを伝える。アネフィフは1月末からMNLA戦闘員によって確保されており、戦いが起きた日には街に30台の車両があった。
MNLAのスポークスマンによると「本日、MUJAOのコマンドー7人は再編成する前にココにアネフィフに潜入し、そして同時にMNLAの検問所に向けて銃撃を加えてきた。銃撃戦はわずか数分間だけであった。MUJAOのコマンドー7人は全員死亡した。」と伝える。
しかし、マリの報道機関はMNLAによるアラブ系民間人に対する処刑行為について伝える。この情報源によると、4月24日に若いアラブ人男性がMNLAのパトロールに店の前で誰何され、これから逃れようとして殺害される。MNLAはその後店に戻り住民に問いただすも、全員がMUJAOとの関わりを否定する。しかし、 MNLA戦闘員は店主と逃亡者の二人の兄弟を無警告で発砲する。
中国の新華社通信によると翌日も暴力行為は続いており、アラブ系のクンタ族（fr:Kunta (tribe)）は4月25日に6人の死者を出す。取材源によればこの対立はMNLAとMAAの間で行われたベールの戦いの結果としている。「これらMNLA戦闘員はキダル方面へ逃走する敵を追跡中、アネフィフにて無辜のアラブ商人に対し復讐を行った。これはセルヴァル作戦参加部隊やアフリカ主導マリ国際支援ミッション参加部隊が見ている前で行われた」。
別の地元民の目撃証言によれば「地域内の2つのアラブ・コミュニティ間の分離独立に係る対立で、各当事者は交渉の経過を通じて自身に有利な立場を確保したいと考えている。」。